# Meridiano 1 oeste
El meridiano 1 oeste de Greenwich es una línea de longitud que se extiende desde el Polo Norte atravesando el océano Ártico, el océano Atlántico, Europa, África, el océano Antártico, y la Antártida hasta el Polo Sur.
El meridiano 1 oeste forma un gran círculo con el meridiano 179 este.
Comenzando en el Polo Norte y dirigiéndose hacia el Polo Sur, este meridiano atraviesa:
| Coordenadas                     | País, territorio o mar | Notas                                                                                 |
| ------------------------------- | ---------------------- | ------------------------------------------------------------------------------------- |
| 90°0′N 1°0′O / 90.000, -1.000   | Océano Ártico          |                                                                                       |
| 81°42′N 1°0′O / 81.700, -1.000  | Océano Atlántico       |                                                                                       |
| 60°42′N 1°0′O / 60.700, -1.000  | Reino Unido            | Islas de Yell y Hascosay, Escocia                                                     |
| 60°36′N 1°0′O / 60.600, -1.000  | Mar del Norte          |                                                                                       |
| 60°22′N 1°0′O / 60.367, -1.000  | Reino Unido            | Isla de Whalsay, Escocia                                                              |
| 60°20′N 1°0′O / 60.333, -1.000  | Mar del Norte          | Pasa justo al este de la isla de Noss, Escocia, Reino Unido                           |
| 54°36′N 1°0′O / 54.600, -1.000  | Reino Unido            | Inglaterra, encontrando tierra justo al oeste de Saltburn-by-the-Sea, North Yorkshire |
| 50°47′N 1°0′O / 50.783, -1.000  | Canal de la Mancha     | Pasa justo al este de la Isla de Wight, Inglaterra, Reino Unido                       |
| 49°24′N 1°0′O / 49.400, -1.000  | Francia                |                                                                                       |
| 42°59′N 1°0′O / 42.983, -1.000  | España                 | Atraviesa Cartagena                                                                   |
| 37°35′N 1°0′O / 37.583, -1.000  | Mar Mediterráneo       |                                                                                       |
| 35°41′N 1°0′O / 35.683, -1.000  | Argelia                |                                                                                       |
| 32°32′N 1°0′O / 32.533, -1.000  | Marruecos              | Parte más oriental del país, durante 1 km                                             |
| 32°31′N 1°0′O / 32.517, -1.000  | Argelia                |                                                                                       |
| 22°33′N 1°0′O / 22.550, -1.000  | Mali                   |                                                                                       |
| 14°51′N 1°0′O / 14.850, -1.000  | Burkina Faso           |                                                                                       |
| 10°59′N 1°0′O / 10.983, -1.000  | Ghana                  |                                                                                       |
| 5°12′N 1°0′O / 5.200, -1.000    | Océano Atlántico       |                                                                                       |
| 60°0′S 1°0′O / -60.000, -1.000  | Océano Antártico       |                                                                                       |
| 68°52′S 1°0′O / -68.867, -1.000 | Antártida              | Tierra de la Reina Maud, reclamada por Noruega                                        |